# مودود الغزنوي
مودود الغزنوي مجهول تاريخ الميلاد، وتوفي في 18 ديسمبر 1049، وقد حكم الدولة الغزنوية في الفترة من 1041 إلى1049.

تاريخ الأتراك في 1071.

بعدما أعلن محمد الغزنوي نفسه حاكما على العرش للمرة الثانية لم يذهب مباشرة إلى مدينة غزنة عاصمة دولته، بل قضى الشتاء في بيشاور. وعندما علم مودود الغزنوي بوفاة أبيه واستيلاء عمه على العرش ذهب إلى غزنة مباشرة وأعلن نفسه الحاكم. وعندما جاء الربيع إنطلق إليه عمه، وفي 8 إبريل 1041 وقعت المعركة بينهما في جلال آباد، وقد إنتصر مودود في تلك المعركة، وقام بقتل عمه محمد الغزنوي.
لم يستطع السلطان مودود أن يكون حاكما بالمعنى الكامل على الدولة الغزنوية. لإن أخاه مجدود قد سار إليه بجيشه من الهند للسيطرة على الحكم. إلا أن مجدود وجد ميتا في خيمته التي في لاهور في 10 أغسطس 1041. وبفضل هذا أعلن مودود نفسه حاكما بالمعنى التام وعمل على السيطرة على سيستان وضمها لحكمه. بيد أنه لم ينجح في ذلك تمامًا. وفي 1043-1044 أعلن أمراء الهند التمرد على الدولة الغزنوية إلا أن السلطان مودود استطاع السيطرة على هذا التمرد وأرسل إليهم مجموعة من الرجال النبلاء.
وعلى الرغم من تزوج مودود بابنة جغري بك حاكم السلاجقة إلا أنه عندما علم بمرضه أراد استعادة الأراضي التي خسرها الغزنويون بسبب حروبهم مع السلاجقة، وقام بإرسال جيش إلى خرسان. وعلى إثر هذا قام جغري بك بتعين ألب أرسلان لمواجهة جيش مودود، وبالفعل صد الهجمات في أغسطس-سبتمبر 1043، وغنم غنائم كثيرة من الجيش الغزنوي وعاد إلى جانب والده جغري بك مرة أخرى. وعندما أدرك مودود أن لن يتمكن من هزم السلاجقة بمفرده سعى إلى عقد عدة إتفاقات إلا أن لم يستطع تنفيذ أي شئ بسبب مرضه وفقد حياته في 19 ديسمبر 1049.
وقد استولى على العرش مسعود الثاني الغزنوي بعد وفاة والده مودود.